# Pulex echidnophagoides
Pulex echidnophagoides är en loppart som först beskrevs av Wagner 1933.  Pulex echidnophagoides ingår i släktet Pulex och familjen husloppor. Inga underarter finns listade i Catalogue of Life.